# Apistus carinatus
Apistus carinatus är en fiskart som först beskrevs av Bloch och Schneider, 1801.  Apistus carinatus ingår i släktet Apistus och familjen Apistidae. Inga underarter finns listade i Catalogue of Life.

## Bildgalleri

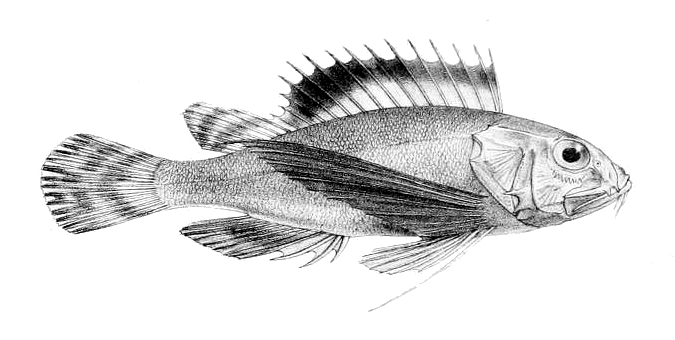